# Esteban Buch
Pour les articles homonymes, voir Buch.
 (mai 2024).
 (mai 2024).
La mise en forme du texte ne suit pas les recommandations de Wikipédia : il faut le « wikifier ».
Les points d'amélioration suivants sont les cas les plus fréquents :
- Les titres sont pré-formatés par le logiciel. Ils ne sont ni en capitales, ni en gras.
- Le texte ne doit pas être écrit en capitales (les noms de famille non plus), ni en gras, ni en italique, ni en « petit »…
- Le gras n'est utilisé que pour surligner le titre de l'article dans l'introduction, une seule fois.
- L'italique est rarement utilisé : mots en langue étrangère, titres d'œuvres, noms de bateaux, etc.
- Les citations ne sont pas en italique mais en corps de texte normal. Elles sont entourées par des guillemets français : « et ».
- Les listes à puces sont à éviter, des paragraphes rédigés étant largement préférés. Les tableaux sont à réserver à la présentation de données structurées (résultats, etc.).
- Les appels de note de bas de page (petits chiffres en exposant, introduits par l'outil «  Source ») sont à placer entre la fin de phrase et le point final[comme ça].
- Les liens internes (vers d'autres articles de Wikipédia) sont à choisir avec parcimonie. Créez des liens vers des articles approfondissant le sujet. Les termes génériques sans rapport avec le sujet sont à éviter, ainsi que les répétitions de liens vers un même terme.
- Les liens externes sont à placer uniquement dans une section « Liens externes », à la fin de l'article. Ces liens sont à choisir avec parcimonie suivant les règles définies. Si un lien sert de source à l'article, son insertion dans le texte est à faire par les notes de bas de page.
- La présentation des références doit suivre les conventions bibliographiques. Il est recommandé d'utiliser les modèles {{Ouvrage}}, {{Chapitre}}, {{Article}}, {{Lien web}} et/ou {{Bibliographie}}. Le mode d'édition visuel peut mettre en forme automatiquement les références.
- Insérer une infobox (cadre d'informations à droite) n'est pas obligatoire pour parachever la mise en page.

Pour une aide détaillée, merci de consulter Aide:Wikification.
Si vous pensez que ces points ont été résolus, vous pouvez retirer ce bandeau et améliorer la mise en forme d'un autre article.
Esteban Buch est musicologue, directeur d’études à l’École des hautes études en sciences sociales (EHESS) de Paris, membre du Centre de recherches sur les arts et le langage (CRAL), qu’il a dirigé de 2010 à 2018. Spécialiste des rapports entre musique et politique, notamment dans le contexte des dictatures argentines et autres situations de violence politique, il est l’auteur de travaux monographiques sur Beethoven, Schönberg et Ginastera, ainsi que d’autres recherches sur l’histoire et la sociologie de la musique classique et contemporaine.

## Biographie
Né en 1963 à Buenos Aires, de nationalité argentine et française, Esteban Buch a commencé sa carrière comme journaliste à Bariloche, en Patagonie argentine, où il a vécu jusqu’en 1991, date de la parution de son premier livre, El pintor de la Suiza argentina. En 1986-1989, il étudie à Buenos Aires l’analyse musicale avec Francisco Kröpfl et la sémiologie avec Oscar Steimberg. Étudiant étranger à Paris dès 1991, il obtient le diplôme de l’EHESS sous la direction de Jacques Leenhardt, avec un travail sur l’hymne national argentin publié en Argentine en 1994 sous le titre O juremos con gloria morir. Après un DEA consacré à la Suite Lyrique d’Alban Berg, parue en 1994 sous le titre Histoire d’un secret, il soutient en 1997 une thèse à l’EHESS sous la direction de Françoise Escal, publiée par Pierre Nora aux Editions Gallimard, sous le titre La Neuvième de Beethoven. Une histoire politique,. Il est titulaire d’une Habilitation à Diriger des Recherches soutenue en 2003 à Paris I avec Pascal Ory comme garant, et publiée chez Gallimard comme Le cas Schönberg. Naissance de l’avant-garde musicale.

## Champ de recherche

### Recherches sur Beethoven
Esteban Buch a étudié les rapports de Beethoven au pouvoir de son temps, la métaphore politique de l'œuvre beethovenienne dans son ensemble, et les appropriations dont le musicien et son œuvre ont depuis fait l'objet. Dans un ouvrage de référence, La Neuvième de Beethoven. Une histoire politique, paru en 1999 et traduit en six langues, il a analysé comment la dernière symphonie de Beethoven, créée en 1824, a donné lieu à des appropriations politiques très diverses, depuis les Républicains français jusqu’aux nazis, et s'est imposée comme une référence universelle parmi les musiciens et les mélomanes, ainsi que comme un symbole de l'Europe, et même un "fétiche sonore de l'occident",.
Dans le cadre de son travail sur la Neuvième de Beethoven il a consacré des recherches approfondies à l’hymne européen, c’est-à-dire la mélodie de l’Ode à la joie, adoptée en 1972 par le Conseil de l’Europe et en 1985 par l’Union Européenne. Il a an.alysé dans une perspective critique l’arrangement officiel fait en 1972 par Herbert von Karajan, dont il a dénoncé le passé nazi et le profit personnel en tant que détenteur de droits d’auteur sur la musique de Beethoven,.
Il est l’auteur d’articles sur l’histoire intellectuelle de deux livres majeurs de l’historiographie beethovenienne, à savoir Beethoven in France. History of an Idea de Leo Schrade (1942) et Ludwig van Beethoven de Jean et Brigitte Massin (1955).

### Recherches sur les dictatures et les nazis en Argentine
Esteban Buch est le protagoniste du film documentaire Juan como si nada hubiera sucedido, de Carlos Echeverría (1987), sur l’histoire de la disparition en 1977 à Bariloche de l’étudiant Juan Marcos Herman, aux mains de la dictature militaire,. En 2019, le film a servi de pièce à conviction dans le procès des militaires Néstor Castelli et Marcelo Zárraga, qui s’est soldé par la condamnation des deux officiers. En 2022, il a été classé septième meilleur film argentin de tous les temps, et deuxième meilleur documentaire de tous les temps, dans une enquête réalisée auprès des professionnels argentins du cinéma.
En 1991 il publie le livre El pintor de la Suiza argentina, une enquête sur le peintre collaborationniste belge flamand Toon Maes, qui contient la première dénonciation publique du rôle du capitaine SS Erich Priebke dans le Massacre des Fosses Ardéatines, à Rome le 24 mars 1944. En 1994, ce livre a été la source de la dénonciation du passé de Priebke dans le programme d’ABC News Prime Time Live, qui a conduit à l’arrestation de ce dernier à Bariloche à la suite de la demande d’extradition présentée par le gouvernement italien, à l’origine de sa condamnation à perpétuité en 1998,,,.
Esteban Buch est l’auteur d’une histoire de l’hymne national argentin, O juremos con gloria morir, parue en 1994 et rééditée en 2013,, ainsi que d’une étude de référence sur la Marcha Peronista, le symbole sonore du mouvement péroniste.
Son ouvrage L'affaire Bomarzo: Opéra, perversion et dictature (traduction française 2011 aux Editions de l’EHESS) évoque la censure en 1967 par le régime du général Juan Carlos Onganía d'un opéra d'Alberto Ginastera et Manuel Mujica Lainez, accusé de "référence obsessionnelle au sexe, à la violence et à l'hallucination". Ainsi, il montre comment Bomarzo est devenu un emblème des persécutions idéologiques de la dictature.
Dans son livre de 2016 Trauermarsch. L’orchestre de Paris dans l’Argentine de la dictature, Esteban Buch interroge le sens politique de l’écoute musicale et les zones d’ombre de la politique française à l’égard du régime du général Videla, en se penchant sur l’interprétation de la Cinquième Symphonie de Gustav Mahler lors d’un concert donné à Buenos Aires en 1980 par Daniel Barenboïm et l’Orchestre de Paris,,,,.
Il a co-écrit avec Anaïs Fléchet une étude de la campagne internationale pour la libération du pianiste Miguel Angel Estrella, arrêté à Montevideo en décembre 1977 dans le cadre du plan Condor, et libéré en février 1980, avant son exil à Paris.

### Musique et guerre
À partir de 2004, il est l’auteur de plusieurs publications sur le thème de la musique dans des contextes guerriers tels que la Première Guerre mondiale et la Guerre des Malouines.
Sur la Grande Guerre, ses recherches ont porté sur la programmation de musique allemande à Paris, sur la production des compositeurs de musique savante en France, et sur le rôle du silence dans la mémoire du conflit. Quant à la Guerra de Malvinas / Falklands War de 1982 entre l’Argentine et la Grande-Bretagne,,il a étudié avec Camila Juárez le rôle des festivals musicaux dans l’adhésion des Argentins à la récupération des îles par la junte militaire, et il a co-édité avec Abel Gilbert un ouvrage réunissant des études sur le rôle du son et de la musique pendant le conflit.
Par ailleurs, il a consacré à cet événement le livret de l’opéra Aliados de Sebastian Rivas, qui met en scène la rencontre entre Augusto Pinochet et Margaret Thatcher à Londres en 1999 pendant la détention à domicile du dictateur.

### Recherches sur Arnold Schönberg et l’avant-garde musicale
Esteban Buch a consacré une partie importante de ses recherches à la musique savante du vingtième siècle et notamment l’œuvre d’Arnold Schönberg,, Alban Berg, Alberto Ginastera, Juan Carlos Paz, René Leibowitz et Mauricio Kagel, entre autres.
Son livre de 1994 Histoire d’un secret porte sur la Suite Lyrique d’Alban Berg et son « programme secret » en hommage à Hanna Fuchs, avec qui le compositeur a entretenu une liaison, ainsi que sur le problème herméneutique singulier posé par ce quatuor à cordes atonal et dodécaphonique, entre « musique absolue » et « esthétique des sentiments ».
L’ouvrage Le cas Schönberg. Naissance de l’avant-garde musicale paru en 2006 est une étude musicologique et sociohistorique des controverses autour de la musique d’Arnold Schönberg, entre mars 1902, date de la création de son sextuor La Nuit transfigurée, et le concert du 31 mars 1913, le Skandalkonzert où les œuvres de ses élèves Alban Berg et Anton Webern déclenchèrent une quasi-émeute,.
Son intérêt pour l’œuvre et la trajectoire de René Leibowitz inclut une étude approfondie de son dernier opéra, Todos caerán (1972).
Il est par ailleurs l’auteur d’articles sur le scandale de la création du Sacre du Printemps de Stravinsky en mai 1913 au Théâtre des Champs-Élysées et (avec Camila Juárez) sur le retour de Mauricio Kagel en Argentine en 2006.

### Musique et sexualité
Depuis 2016, Esteban Buch s’intéresse aux rapports entre musique et sexualité, dans le cadre d’un projet plus général sur les pouvoirs de la musique.
Son étude sur les rapports formels entre le climax musical et l’orgasme, centrée sur la pièce pour piano L’isle joyeuse de Claude Debussy, est parue en 2019 dans la revue Music & Letters.
Il a publié en 2022 l’ouvrage Playlist. Musique et sexualité, où en seize essais indépendants et interconnectés, en articulant les approches sociologique et musicologique, il explore la place de la musique dans la vie sexuelle des individus, et les représentations de la sexualité dans les œuvres musicales,,.
Il a édité avec Violeta Nigro Giunta le numéro spécial Musique et sexualité de la revue Transposition. Musique et sciences sociales.

### Esthétique musicale et sociologie de la musique
Outre ses recherches empiriques en histoire de la musique, Esteban Buch a développé des réflexions d’ordre théorique sur la philosophie de la musique de Theodor W. Adorno, sur le statut des genres musicaux dans la sociologie post-bourdieusienne de la culture, et sur l’expérience du sublime en musique.

## Création
Esteban Buch est l’auteur de livrets pour les opéras contemporains Aliados de Sebastian Rivas (2013),,et Richter de Mario Lorenzo (2003).
En 2023, ses recherches sur la Neuvième de Beethoven ont inspiré la pièce de théâtre Playlist politique d’Émilie Rousset.

## Principales publications

### Ouvrages
- El pintor de la Suiza Argentina, Buenos Aires, Editorial Sudamericana, 1991, 167 p.
- Histoire d’un secret - A propos de la Suite Lyrique d’Alban Berg, Arles, Actes Sud, Série Musique, 1994, 106 p. Version espagnole : Historia de un secreto. Sobre la Suite Lírica de Alban Berg, Buenos Aires, Interzona, 2008, 91 p.
- Le cas Schönberg. Naissance de l’avant-garde musicale, Paris, Gallimard, Bibliothèque des Idées, 2006, 356 p. Traduction en espagnol : El caso Schönberg. Nacimiento de la vanguardia musical, Buenos Aires, Fondo de Cultura Económica, 2010.
- L’affaire Bomarzo. Opéra, perversion et dictature, traduction de l’auteur, Paris, Editions de l’EHESS, Coll. « Cas de figure », 2011, 237 p. Version espagnole originale : The Bomarzo Affair. Ópera, perversión y dictadura, Buenos Aires, Adriana Hidalgo Editora, 2003, 240 p.
- O juremos con gloria morir. Historia del Himno Nacional Argentino, de la Asamblea del Año XIII a Charly García, Buenos Aires, Eterna Cadencia, 2013, 250 p.
- La Marchita, el escudo y el bombo. Una historia cultural de los emblemas del peronismo, de Perón a Cristina Kirchner, Buenos Aires, Planeta, 2016 (avec Ezequiel Adamovsky).
- Trauermarsch. L’Orchestre de Paris dans l’Argentine de la dictature, Paris, Editions du Seuil, coll. « La Librairie du XXIe siècle », 2016, 279 p. Version espagnole : Música, dictadura, resistencia. La Orquesta de París en Buenos Aires, Buenos Aires, Fondo de Cultura Económica, 2016, 301 p.
- Playlist. Musique et sexualité, Paris, Éditions MF, Coll. « Répercussions », 2022, 307 p.

### Direction d’ouvrages et numéros de revues
- La Grande guerre des musiciens, Stéphane Audoin-Rouzeau, Esteban Buch, Myriam Chimènes et Georgie Durosoir éds., Lyon, Symétrie, 2009, 248 p.
- Réévaluer l’art moderne et les avant-gardes. Hommage à Rainer Rochlitz, E. Buch, Philippe Roussin et Denys Riout éds., Paris, Editions de l’EHESS, 2010, 243 p.
- Tangos cultos. Kagel, JJ Castro, Mastropiero y otros cruces musicales. E. Buch éd., Buenos Aires, Gourmet Musical, 2012, 219 p.
- Du politique en analyse musicale, E. Buch, Nicolas Donin et Laurent Feneyrou éds., Paris, Vrin, « Musicologies », 2013, 256 p.
- Composing for the State: Music in Twentieth Century Dictatorships, E. Buch, Igor Contreras Zubillaga, Manuel Deniz Silva éds., Londres, Routledge / Fondazione Cini, « Musical Cultures of the Twentieth Century », 2016, 224 p.
- « Musique et sexualité », Transposition, vol. 9,‎ 2021 (ISSN 2110-6134, DOI 10.4000/transposition.5467, lire en ligne, consulté le 26 février 2025)
- Finding Democracy in Music, E. Buch et Robert Adlington éds., Londres, Routledge / Fondazione Cini, « Musical Cultures of the Twentieth Century », 2021, 210 p.
- Escuchar Malvinas. Sonidos y músicas de la guerra, E. Buch y Abel Gilbert éds., Buenos Aires, Gourmet Musical, 2022, 298 p.
- Músicas y sonidos de la pandemia, dossier de la Revista Argentina de Musicología Vol.23 no 1, E. Buch et Violeta Nigro Giunta éds, 2022.

### Articles (sélection)
- « ‘Les Allemands et les Boches’ : La musique allemande à Paris pendant la Première Guerre mondiale », Le Mouvement social 208¸ Musique en politique, Ch. Prochasson éd., 2004, p. 45-69.
- « Avant-gardes historiques : la question des noms », Avant-Gardes : Frontières, Mouvements. Volume I Délimitations, Historiographie, Sampzon, Editions Delatour France, 2013, p. 27-44.
- « Le duo de la musique savante et de la musique populaire. Genres, hypergenres et sens commun », Théories ordinaires, Emmanuel Pedler et Jacques Cheyronnaud éds., Paris, Editions de l’EHESS, 2013, p. 43-62.
- « On the Evolution of Private Record Collections. A Short Story », Musical Listening in the Age of Technological Reproductibility, Gianmario Borio éd., Londres, Ashgate-Fondazione Cini, coll. « Musical Cultures of the Twentieth Century », 2015, p. 41-52.
- « Sirènes du 13 novembre », Critique no 829-830 (juin-juillet 2016), p. 485-501.
- « La musique en prison. La campagne pour la libération de Miguel Angel Estrella, 1977-1980 », Annales. Histoire, Sciences Sociales, 72e année no 3 (2017), p. 775-805. (Avec Anaïs Fléchet).
- « Mahler’s Fifth, Daniel Barenboim, and the Argentine Dictatorship: On Music, Meaning, and Politics », The Musical Quarterly, Vol. 100/2 (2018), p. 122–154.
- « La musique classique est-elle un genre ? Quelques remarques sur les pratiques de catégorisation à l’ère numérique », Déchiffrer les publics de la musique classique. Perspectives comparatives, historiques et sociologiques, Stéphane Dorin éd, Editions des Archives contemporaines, 2018, p. 3-12.
- « Músicos y Malvinas. La cultura de guerra en la Argentina », Nuevo Mundo Mundos Nuevos [En ligne], Pensar Malvinas: visualidades, representaciones y derechos humanos, Alejandra Soledad González, Ramiro Manduca et Verónica Perera éds. (2019) (avec Camila Juárez).
- « Climax as Orgasm: On Debussy’s ‘L’isle joyeuse’ », Music and Letters 100/1 (February 2019), p. 24-60.
- « René Leibowitz’s Todos caerán: grand opéra as (critique of) new music theatre », New Music Theatre in Europe. Transformations between 1955-1975, Robert Adlington éd., Routledge, London, Musical Cultures of the Twentieth Century, 2019, p. 153-173.
- « Seeing the Sound of Silence in the Great War », Musik in Konfrontation und Vermittlung. Beiträge zur Jahrestagung der Gesellschaft für Musikforschung 2018 in Osnabrück, Dietrich Helms éd., Osnabrück, Electronic Publishing Osnabrück, 2020, p. 101-113.
- « The Apolitical Politics of Classical Music: The Mozarteum Argentino under the Dictatorship of 1976–1983 », Latin American Research Review 56/2 (2021), p. 484–499.
- « Beyond Mediation », The Mediations of Music. Critical Approaches after Adorno, Gianmario Borio éd., Londres, Routledge / Fondazione Cini, Musical Cultures of the Twentieth Century, 2022, p. 38-56.
- « Music in Lockdown. On Sonic Spaces during the COVID-19 Pandemic, March-June 2020, » Sounds of the Pandemic. Accounts, Experiences, Perspectives in Times of COVID-19, Maurizio Agamennone, Daniele Palma et Giulia Sarno, Londres, Routledge, 2023, p. 226-236.
- « Préface. Penser les pouvoirs du son », Penser le son, entendre l’inouï. Esthétique et politique de la modernité sonore, sld Céline Hervet, Paris, Classiques Garnier, 2023, p. 9-14.

## Interventions dans les médias (sélection)
- Que peut la musique ?, à partir d’un concert donné par Daniel Barenboïm dans l’Argentine de la dictature, Esteban Buch interroge le sens politique de l’écoute, par Eric Loret, Le Monde, 24 novembre 2016.
- Esteban Buch présente « Trauermarsch. L'Orchestre de Paris dans l'Argentine de la dictature » publié au Seuil, France Musique, émission Sous la couverture par Philippe Venturini, samedi 21 janvier 2017.
- La Neuvième symphonie, un baiser de paix au monde ? Série Beethoven - Épisode 2, 28 janvier 2020, avec Esteban Buch, France Inter, émission La marche de l’histoire, par Jean Lebrun, 28 janvier 2020.
- Esteban Buch : «Javier Milei met en acte une esthétique de la destruction », par Juliette De Banes Gardonne, Le Temps, 22 mars 2024.
- Playlist. Musique et sexualité, d’Esteban Buch : les grandes orgues du plaisir, par Nicolas Weill, Le Monde, 4 novembre 2022.
- Quand les politiques utilisent la musique pour se mettre en scène, France Musique, émission Au fil de l'actu, par Jean-Baptiste Urbain, 5 décembre 2022.
- La Matinale avec Esteban Buch, France Musique, émission Musique matin, par  Jean-Baptiste Urbain, 26 décembre 2022.

## Films/Vidéos d’intervention
- Diálogos transatlánticos: Esteban Buch (capítulo completo), Marcelo Raffin, Canal Encuentro, 5 octobre  2017.
- Aperghis démocrate, un film écrit par Esteban Buch, réalisé par Momoko Seto. Produit par le CRAL- EHESS/CNRS, 2017.
- Musique et dictature (9), Esteban Buch, conversation avec Roger Chartier, Débats d’histoire, Collège de France, 13 décembre 2016.
- "Música y política: los poderes del sonido", par Esteban Buch, EHESS Spring Talks 2021, 6 mai 2021.
- Poésie Plateforme avec Dora García et Esteban Buch, animé par Jérôme Mauche, Fondation Ricard, 17 mai 2023.
- Conférence d’ouverture par Esteban Buch, Journée d'étude : 40 ans de démocratie en Argentine : décembre 1983 - Décembre 2023, IHEAL-CREDA, 7 décembre 2023.